# بيل كاميرون (مؤلف)
بيل كاميرون (بالإنجليزية: Bill Cameron)‏ (19 نوفمبر 1963، سينسيناتي في الولايات المتحدة)؛ روائي أمريكي.